# هاروتیون شاهریکیان
هاروتیون شاهریکیان (ارمنی: Յարութիւն Շահրիկեան (Ատոմ)؛ ۱۸۶۰ – ۱۹۱۵) یک سیاستمدار، سرباز، وکیل و مؤلف ارمنی‌تبار بود. وی نقش برجسته ای در فدراسیون انقلابی ارمنی داشت و همچنین عضو مجلس ملی ارمنیان بود. وی تالیفاتی در باب مسئله ارمنی به رشته تحریر درآورده است. وی در جریان نسل‌کشی ارمنی‌ها توسط حکومت ترکان جوان عثمانی کشته شد.

## تالیفات
- Our Credo, کنستانتینوپل، ۱۹۱۰[۱]
- Мarriage Questions, legal and social character, کنستانتینوپل، ۱۹۱۲[۲]
- History of Decline of the Ottoman Empire, ترکیه، ۱۹۱۳[۳]
- Question of Reforms, کنستانتینوپل، ۱۹۱۴[۴]
- National Constitution, کنستانتینوپل، ۱۹۱۴[۵]